# تيجاني بزتاتي
تيجاني بزتاتي هو لاعب كيك بوكسينغ مغربي-هولندي ولد في 21 أكتوبر 1997.هو المصنف الثامن في العالم في وزن الخفيف (أغسطس 2021).